# Tepaneken

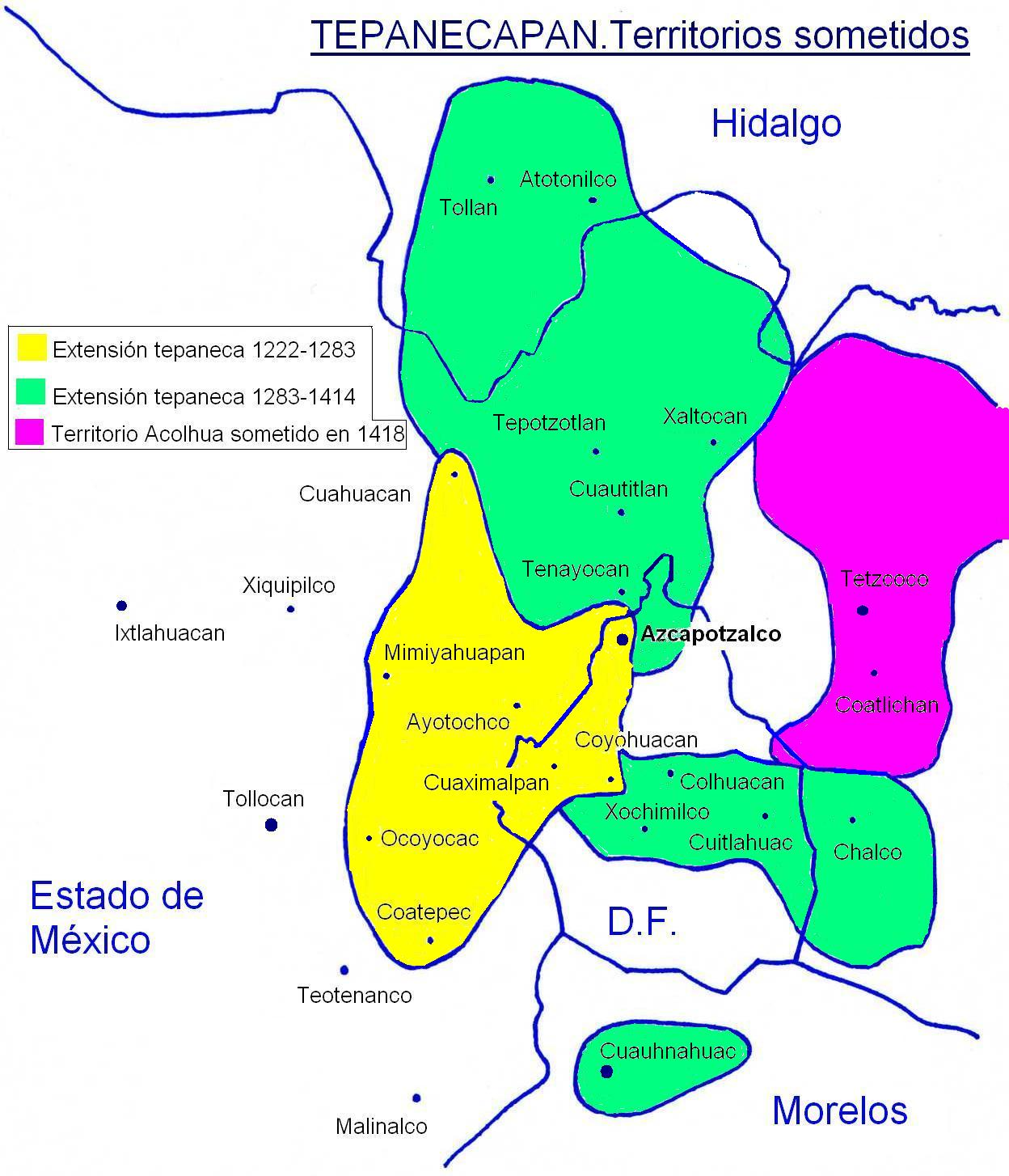
Gebied wat door de Tepaneken werd gedomineerd.

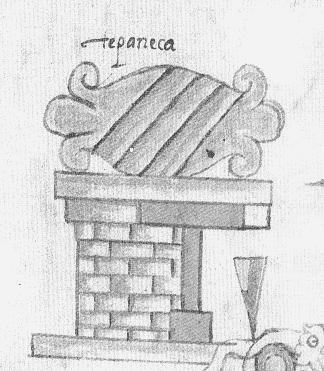
Glyphe die de Tepaneken weergeeft

De Tepaneken (Nahuatl: tecpanecah, Spaans: tepanecas) zijn een Meso-Amerikaans volk dat in de late 12e eeuw of vroege 13e eeuw het Dal van Mexico binnentrok.

## Taal en goden
De Tepaneken waren een zustercultuur van de Azteken (of Mexica) alsook van de Acolhua en vele andere — deze stammen spraken alle Nahuatl en hadden min of meer dezelfde verzameling goden, met enige variaties afhankelijk van de plaats en de stam.

## Geschiedenis

### Tepanohuayan
De naam Tepaneken is afgeleid van hun mythische plaats van oorsprong, de stad Tepanohuayan (het voorbijgaan, Tepano). Ideografisch is de plaats weergegeven als een steen, want de naam komt etymologisch van tepan (over de stenen). Hun veroverde gebied noemden ze Tepanecapan (land van de Tepaneken). 

### 12e en 13e eeuw
Ontvangen door de Chichimeekse heerser Xolotl (12e of 13e eeuw) in het Dal van Mexico, vestigden de Tepaneken zich aan de westkust van het Texcocomeer. Onder hun tlatoani (heerser van een altepetl) Acolnahuacatl namen de Tepaneken de altepetl Azcapotzalco over van de inheemse inwoners.

### 15e eeuw
In de vroege 15e eeuw bracht Tezozomoc de Tepaneken op het hoogtepunt van hun macht; op dat moment beheersten zij bijna het gehele Dal van Mexico alsmede delen van het Dal van Toluca en het Dal van Morelos. Inheemse bronnen zeggen dat Tezozomoc honderd jaar oud werd en legendarisch was vanwege zijn veldheerschap en staatsmanschap.
De dood van Tezozomoc in 1426 bracht zijn zonen Tayauh en Maxtla aan de macht; naar alle waarschijnlijkheid heeft Maxtla zijn broer Tayauh vergiftigd.
In 1428, werd Maxtla van de troon gestoten door de Azteekse Driebond, die bestond uit Azteken (Mexica) uit Tenochtitlan, de Acolhua uit Texcoco, en afvallige Tepaneken uit Tlacopan.
Met de groei van het Azteekse Rijk werd Tlacopan de belangrijkste Tepaneekse stad, hoewel zowel Tenochtitlan als Texcoco de stad qua grootte en prestige in hun schaduw stelden.

## Voetnoten
1. ↑   De data hangen af van de bron. Data die genoemd worden zijn onder meer 1152 n.Chr. in de codex Anales de Tlatelolco, 1210 uit de codex Chimalpahin, en 1226 uit de Codex Ixtlilxochitl (zoals geïnterpreteerd door Smith, p. 169).